# Berthe Roy
Berthe Roy (* 8. Februar 1889 in Québec; † 9. November 1951 in Québec) war eine kanadische Pianistin und Musikpädagogin.

## Leben
Roy hatte den ersten Klavierunterricht bei ihrem Vater Philéas Roy und debütierte achtjährig im Hotel Château Frontenac. Als Stipendiatin setzte sie ihre Ausbildung am National Conservatory of Music of America in New York bei Rafael Joseffy fort und nahm daneben Klavierunterricht bei Gaston Dethier und Gesangsunterricht bei Romualdo Sapio. Am Pariser Konservatorium studierte sie darauf drei Jahre Klavier bei Antonin Marmontel und Gesang bei Anna Arnaud.
Als Konzertpianistin unternahm Roy erfolgreiche Tourneen durch Europa und die USA. 1907–08 tourte sie mit dem Geiger Jan Kubelík durch Nordamerika und trat mit ihm u. a. in der Massey Hall auf. Ab 1914 lebte sie wieder in ihrer Heimatstadt Québec, wo sie privaten Unterricht gab und an der Laval University lehrte. Zu ihren Schülern zählen Lucille Dompierre, Anna-Marie Messénie, Conrad Bernier und Henri Mercure. 1944 erschien ihr Buch Amateur et artiste. Nachdem sie zehn Jahre lang gelähmt gewesen war, starb sie 1951 in Armut. Ihr Bruder war der Komponist Léo Roy.